# Aeroporto di Belo Horizonte-Tancredo Neves
LAeroporto Internazionale di Belo Horizonte-Confins-Tancredo Neves (in portoghese Aeroporto Internacional Belo Horizonte/Confins – Tancredo Neves) è il principale aeroporto dello stato brasiliano del Minas Gerais.
Il 2 settembre 1986 è stato intitolato al presidente brasiliano Tancredo de Almeida Neves.

## Storia
L'aeroporto è stato costruito da Infraero e inaugurato nel 1984. Il suo scopo era quello di ridurre la congestione dell'aeroporto di Pampulha, che all'epoca operava al 120% della sua capacità di 1,3 milioni di passeggeri all'anno. Si prevedeva che entro il 1990 il movimento passeggeri a Confins sarebbe stato di quasi 2 milioni di passeggeri all'anno. Tuttavia, ha superato il traguardo di 1 milione di passeggeri solo 22 anni dopo. Attualmente la capacità operativa massima è di 22 milioni di passeggeri all'anno.
Dopo la sua inaugurazione, la capacità di Confins è stata sfruttata solo in minima parte. Ciò è dovuto in parte alla sua distanza dal centro di Belo Horizonte e, fino a poco tempo fa, alla mancanza di alternative di trasporto valide al posto delle costose corse in taxi (circa 40 dollari). L'aeroporto di Pampulha, sovraffollato, è rimasto l'aeroporto di riferimento per la capitale mineira. Per invertire questo scenario, nel marzo 2005 il governo dello Stato di Minas Gerais, con il sostegno di agenzie del governo federale, ha deciso di limitare Pampulha alle operazioni di aerei con capacità fino a 50 passeggeri. Nei mesi successivi, la maggior parte delle operazioni è stata costretta a spostarsi a Confins e l'aeroporto ha acquisito così un nuovo slancio. In quel periodo, 130 voli furono trasferiti da Pampulha a Confins, aumentando di conseguenza il flusso annuale di passeggeri da 350.000 a circa 3,0 milioni quell'anno.
I problemi legati alla distanza di Confins dal centro di Belo Horizonte sono stati attenuati da recenti progetti come il miglioramento dell'autostrada che collega il centro della città all'aeroporto (autostrada MG-10), parte di un progetto più ampio chiamato Linha Verde (Linea Verde), che cerca di ridurre il tempo necessario per raggiungere l'aeroporto.[8] È in corso un altro progetto chiamato "Aeroporto Industriale". In questo progetto il governo esenterà dalle tasse le imprese interessate a stabilirsi nei pressi dell'aeroporto.
Nel 2009 nell'aeroporto sono passati più 5.600.000 passeggeri e 15.300 tonnellate di merci. Ci sono stati oltre 70.100 atterraggi e decolli.

## Investimenti
- A luglio 2010 è stato completato l'allungamento della pista a 3.000 metri
- Per il futuro è previsto il completo rinnovo del terminal passeggeri
- È stato uno degli aeroporti-chiave per il campionato mondiale di calcio 2014